# Джейкоб Скіпіо
Джейкоб Мунтаз Скіпіо (англ. Jacob Muntaz Scipio; 10 січня 1993, Лондон, Англія, Велика Британія) — британський актор і письменник. Акторська кар'єра Скіпіо розпочалася на телебаченні з ролей у серіалах «Деякі дівчата» (BBC), «Як лунає дзвоник» (Disney) і «Білі зуби» (Channel 4).
У 2016 році Скіпіо став співзасновником «CPO Productions». У той час він написав сценарій і зіграв головну роль у короткометражних фільмах «The Writers Group» (2018) і «Cowboys & Angels» (2016), прем'єра яких відбулася на Каннському кінофестивалі та лондонських показах у Британському інституту кінематографії[джерело?].
У 2020 році він зіграв лиходія Армандо Аретаса в комедії «Погані хлопці назавжди» режисерів Аділя Ель Арбі та Білалла Фаллаха з Віллом Смітом і Мартіном Лоуренсом у головних ролях.

## Освіта, раннє життя та кар'єра
Скіпіо народився в Іслінгтоні, що в однойменному боро Лондона, і має індійське та англійське походження. Скіпіо відвідував початкову школу Англіканської церкви Святого Михаїла в Хайгейті, потім продовжив навчання в школі Фортісмер в Масвелл-Гіллі, а потім завершив освіту в Університеті Ессекса, де отримав ступінь бакалавра мистецтв у галузі кіно та літератури.
Акторська кар'єра Скіпіо почалася, коли він отримав свою першу роль у віці 9 місяців в епізоді серіалу «Екран перший» під назвою «Bambino Mio», де він зіграв прийомного сина Джулі Волтерс. Під час навчання він продовжував зніматися, знявшись у ряді головних ролей на телебаченні, в кіно та в театрі, включно з адаптацією серіалу Зеді Сміт «Білі зуби» на Channel 4, де у віці 9 років він зіграв ролі братів-близнюків «Міллата» та «Магіда». Він продовжував грати на сцені, з'явившись у постановці Роджерса і Хаммерштейна «Король і я» як «Принц Чулалонгкорн» разом із Елейн Пейдж у лондонському «Палладіумі».

## Кінокар'єра
У січні 2020 року Скіпіо зіграв головного лиходія, Армандо Аретаса, у фільмі «Погані хлопці назавжди», цю роль він повторив у фільмі «Погані хлопці: Все або нічого» 2024 року. Кілька місяців по тому він знявся у фільмі «Форпост» — реальній історії американських солдатів у битві за Камдеш. Скіпіо зіграв Джастіна Т. Галлегоса, штабного сержанта армії США, який був нагороджений Хрестом «За заслуги».
Скіпіо з'явився у «Волдо» і «Без каяття». Пізніше Скіпіо отримав роль у фільмі 2023 року «Нестримні 4».

## Телевізійна кар'єра
У 2008 році Скіпіо зіграв роль Біпа у другому сезоні «Як лунає дзвоник». Його наступною роллю стала роль «Кервіззатора» у популярному шоу «Кервізз» від CBeebies, де він веде шоу, а потім коментує перегони. Потім Скіпіо знявся у фільмі «Непереможений» 2012 року, створеного «Life In My Shoes Campaign», кампанії з поширення інформації про ВІЛ, яка була показана на Каннському кінофестивалі 2012 року в конкурсі короткометражних фільмів. У 2013 році він зіграв роль Тайлера Блейна у другому сезоні хітової комедії BBC Three «Деякі дівчата». Інші ролі включають Льюїса в «Діксі» від CBBC і Томаса Хіллмортона, шекспірівського привида в «Замку Дані», який вийшов в ефір 1 вересня 2015 року.
У січні 2021 року було оголошено, що Скіпіо буде обрано на роль Майкла Варгаса в майбутньому трилері Netflix «Її уламки», адаптованому за однойменним романом Карін Слотер.

## Фільмографія

### Кінофільми
| Рік  |   | Українська назва                     | Оригінальна назва                             | Роль                                |
| ---- | - | ------------------------------------ | --------------------------------------------- | ----------------------------------- |
| 2018 | ф | Хантер-Кіллер                        | англ. Hunter Killer                           | Сонар 2                             |
| 2019 | ф | Форпост                              | англ. The Outpost                             | старший сержант Джастін Т. Галлегос |
| 2019 | ф | Ми помираємо молодими                | англ. We Die Young                            | Томас                               |
| 2020 | ф | Погані хлопці назавжди               | англ. Bad Boys for Life                       | Армандо Аретас                      |
| 2021 | ф | Без каяття                           | англ. Without Remorse                         | Хатчет                              |
| 2021 | ф | Волдо                                | англ. Last Looks                              | Дон К'ю                             |
| 2022 | ф | Нестерпний тягар величезного таланту | англ. The Unbearable Weight of Massive Talent | Карлос                              |
| 2022 | ф | Бетгерл (скасований фільм)           | англ. Batgirl                                 | невідома роль                       |
| 2023 | ф | Нестримні 4                          | англ. Expend4bles                             | Ґалан                               |
| 2024 | ф | Погані хлопці: Все або нічого        | англ. Bad Boys: Ride or Die                   | Армандо Аретас                      |

### Телебачення
| Рік       |    | Українська назва | Оригінальна назва     | Роль                         |
| --------- | -- | ---------------- | --------------------- | ---------------------------- |
| 2002      | с  | Білі зуби        | англ. White Teeth     | юний Магід (2 епізоди)       |
| 2013      | с  | Деякі дівчата    | англ. Some Girls      | Тайлер Блейн (3 епізоди)     |
| 2015      | с  |                  | англ. Dixi            | Льюїс (22 епізоди)           |
| 2015—2018 | мс | Боб-будівельник  | англ. Bob the Builder | Лео (озвучення, 98 епізодів) |
| 2018      | с  | Прокляті         | англ. Damned          | абонент (6 епізодів)         |
| 2022      | с  | Її уламки        | англ. Pieces of Her   | Майкл Варгас (5 епізодів)    |